# Cianuro di rame(I)
Il cianuro di rame(I) è il composto inorganico con formula CuCN. Nella vecchia nomenclatura tradizionale è chiamato cianuro rameoso. In condizioni normali è un solido bianco praticamente insolubile in acqua. Disponibile in commercio, è usato principalmente in galvanostegia, come catalizzatore di polimerizzazione e come reagente per la sintesi di nitrili. È un composto da trattare con attenzione data la forte tossicità.

## Struttura
Allo stato solido CuCN ha una struttura polimerica. Esiste in due polimorfi, entrambi formati da catene di unità -[Cu-CN]n- dove gli atomi di rame sono legati da ponti cianuro.
Il polimorfo stabile a bassa temperatura è noto come LT-CuCN ed è quello presente nei campioni disponibili in commercio; le catene non sono lineari ma hanno una forma ondulata che si ripete ogni nove unità CuCN (Figura 1). La struttura cristallina è ortorombica, gruppo spaziale C2221, con costanti di reticolo a = 784 pm, b = 1280 pm, c = 1814 pm.
Il polimorfo stabile ad alta temperatura, noto come HT-CuCN, è isostrutturale con AgCN con catene -[Cu-CN]n- lineari (Figura 2) in un reticolo esagonale, gruppo spaziale R3m, con costanti di reticolo a = 591 pm, c = 486 pm.

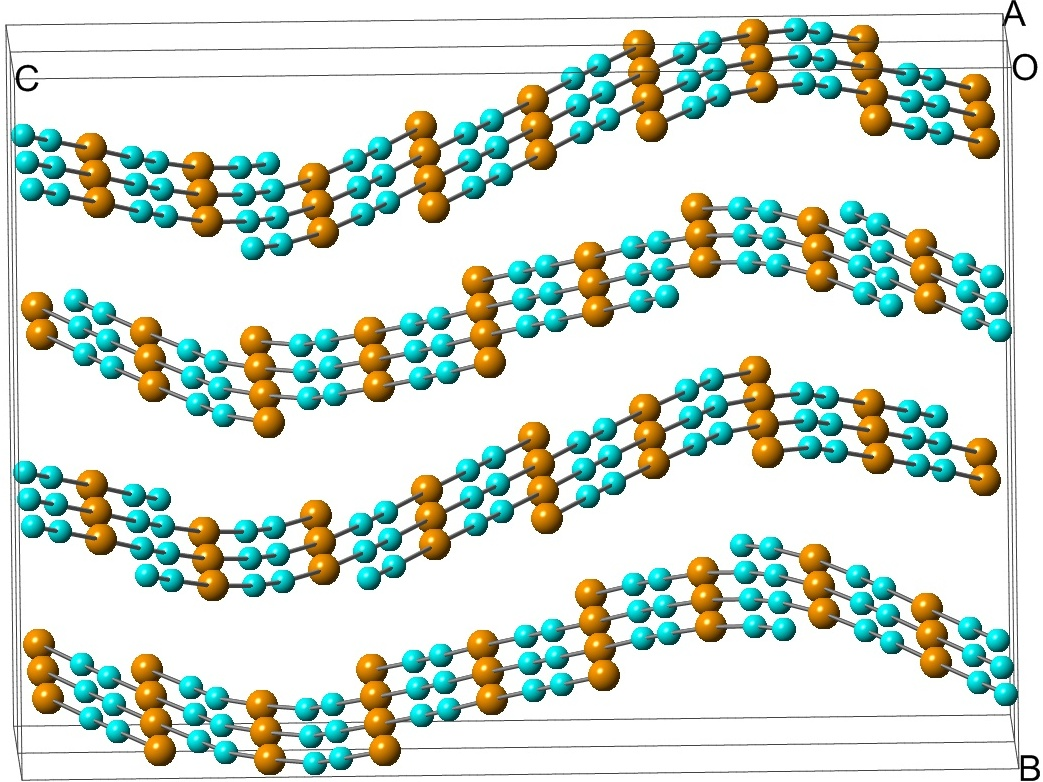
Figura 1: Struttura di LT-CuCN con catene ondulate disposte in sequenza ABAB. Legenda: rame = arancione, ciano = gruppi cianuro con orientazione testa-coda disordinata.
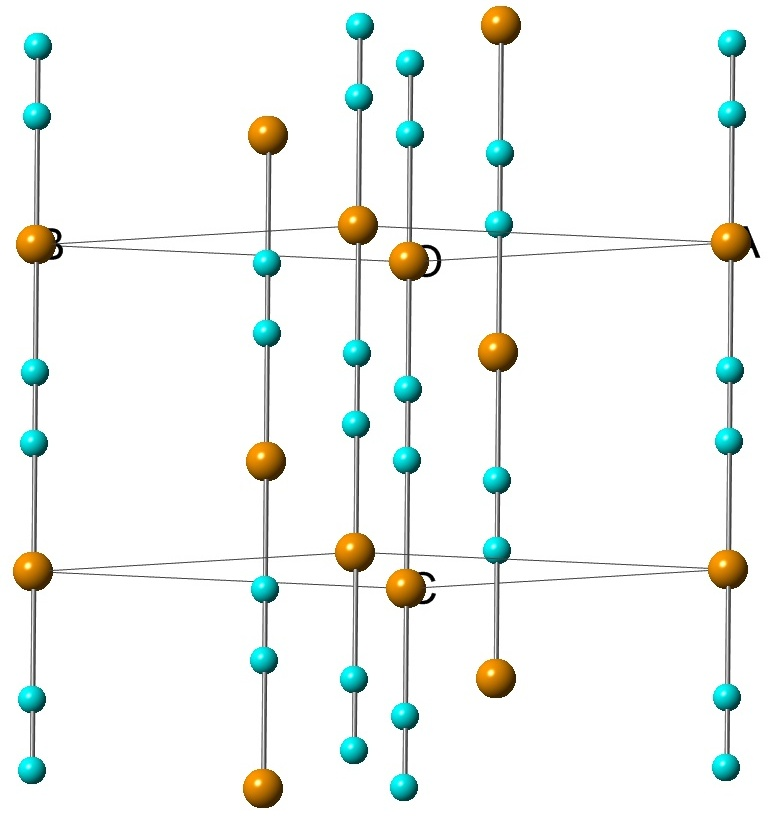
Figura 2: Struttura di HT-CuCN con catene disposte lungo l'asse c. Legenda: rame = arancione, ciano = gruppi cianuro con orientazione testa-coda disordinata.

LT-CuCN può essere convertito in HT-CuCN per riscaldamento a 563 K in atmosfera inerte. In entrambi i polimorfi le distanze C–Cu e Cu–N sono di circa 185 pm e i gruppi CN sono orientati in modo disordinato nel senso testa-coda.

## Sintesi
CuCN si prepara riducendo il solfato di rame con idrogenosolfito di sodio a 60 °C, aggiungendo poi cianuro di sodio.  La soluzione di solfato di rame di colore blu diventa verde in seguito all'aggiunta di NaHSO3; a questo punto si aggiunge NaCN. Si ottiene un prodotto con struttura LT-CuCN.
{\displaystyle {\ce {2CuSO4\ +\ NaHSO3\ +\ H2O\ +\ 2NaCN->2CuCN\ +\,3NaHSO4}}}
Storicamente la preparazione di CuCN prevedeva la reazione tra CuSO4 e NaCN; in questa reazione redox però si forma il gas tossico (CN)2, e occorrono due equivalenti di NaCN per ogni equivalente di CuCN prodotto. Il cianuro di rame prodotto per questa via è impuro.
{\displaystyle {\ce {2CuSO4 \ + \ 4NaCN -> 2CuCN \ + \ (CN)2 \ + \ 2Na2SO4}}}
In quest'ultima reazione lo ione cianuro agisce da riducente producendo Cu(I); per questo motivo non è noto il cianuro di rame(II), Cu(CN)2. Per lo stesso motivo esiste lo ioduro di rame(I), CuI, mentre non è noto il corrispondente ioduro di rame(II), CuI2.

## Reattività
CuCN è praticamente insolubile in acqua, ma si scioglie in soluzioni contenenti l'anione CN- formando i complessi [Cu(CN)3]2- e [Cu(CN)4]3-, che hanno rispettivamente geometria trigonale planare e tetraedrica. Questo comportamento si differenzia da quello dei cianuri di oro e argento che in soluzione formano ioni lineari [M(CN)2]-.

## Usi
CuCN è usato principalmente in galvanostegia e in reazioni di chimica organica come catalizzatore di polimerizzazione e come reagente per la sintesi di nitrili. Ad esempio nella reazione di Rosenmund-von Braun è usato per la preparazione di nitrili arilici.
Viene utilizzato inoltre per la sintesi di reattivi di organo-rame per transmetallazione con reattivi di organo-litio:
{\displaystyle {\ce {CuCN\ +\ 2BuLi->Bu2CuLi\ +\ LiCN}}}
CuCN è stato anche utilizzato come pigmento per pitture antivegetative marine ed ha proprietà fungicide e insetticide.

## Tossicità / Indicazioni di sicurezza
CuCN è disponibile in commercio. Il composto è molto tossico e può essere letale se ingerito, inalato, o per contatto cutaneo. Non ci sono evidenze di effetti cancerogeni. È molto tossico anche per gli organismi acquatici con effetti di lunga durata.